# 内外トランスライン
内外トランスライン株式会社（英: NAIGAI TRANS LINE LTD.）は、大阪市中央区に本社を置く海上混載輸送サービスを手掛ける日本の物流企業。
自前の船舶等の輸送手段を持たず、他の運送業者に貨物輸送業務を委託している（フォワーダー）。海上コンテナに満たない容量である海上輸出混載貨物（LCL）を中心に取扱い、その日本発数量では高いシェアを占める。近年は工場設備一式を運ぶプロジェクト輸送、航空貨物、北米向け食品輸送も手掛ける。

## 概要
コンテナ1本に満たない複数の顧客の少量の貨物を、仕向け先ごとに1本のコンテナにまとめて輸送する海上混載輸送サービスが事業の主軸。
五大港（東京港、横浜港、名古屋港、大阪港、神戸港）の他、門司港、博多港などの地方港から世界の主要港向けに直行便の海外混載輸送サービスを行っている。直行便がない国々へもシンガポールや香港、釜山、ロサンゼルスなどのハブ港を利用して積替えて輸送を行う。通関業務や列車・トラック輸送の手配も行っている。海外では倉庫事業を展開。

## 沿革
- 1980年5月 - 海運仲立業を営む目的で大阪市東区（現中央区）に内外シッピング株式会社設立
- 1986年12月 - 商号を内外トランスライン株式会社に変更
- 1999年9月10日 - 福岡県北九州市に営業所を開設[6][7]
- 2008年11月 - 東京証券取引所市場第二部上場[2]
- 2015年3月 - 東京証券取引所市場第一部銘柄指定[8]
- 2018年4月　東京税関長よりAEO通関業者制度における認定通関業者に認定
- 2019年4月　内外釜山物流センター株式会社　子会社化
- 2021年8月　内外釜山物流センター㈱敷地内に冷蔵倉庫を増設
- 2025年4月　IAパートナーズ傘下のIAPF2株式会社が株式公開買付けにより議決権所有割合ベースで65.68%の株式を取得し親会社となる[9]
- 2025年7月　東京証券取引所プライム市場上場廃止、株式併合により株主がIAPF2株式会社及び合同会社エーエスティのみとなる[10]。

## グループ会社

### 日本
- 株式会社ユーシーアイエアフレイトジャパン
- フライングフィッシュ株式会社

### 日本以外
- NTL NAIGAI TRANS LINE(S)PTE LTD. （シンガポール）
- NTL NAIGAI TRANS LINE(THAILAND)CO.,LTD. （タイ）
- NTL NAIGAI TRANS LINE(MYANMAR)CO.,LTD.　（ミャンマー）
- PT.NTL NAIGAI TRANS LINE INDONESIA （インドネシア）
- 上海内外特浪速運輸代理有限公司　（中国）
- 内外特浪速国際貨運代理（深圳）有限公司　（中国）
- 内外特浪速運輸代理（香港）有限公司　（香港）
- NTL NAIGAI TRANS LINE(KOREA)CO.,LTD.　（韓国）
- 内外銀山ロジスティクス株式会社　（韓国）
- NTL NAIGAI TRANS LINE (USA) INC.　（アメリカ）
- NTL-LOGISTICS（INDIA）PRIVATE LIMITED　（インド）
- 内外釜山物流センター株式会社（韓国）